# Otto Findeisen (Heimatforscher)

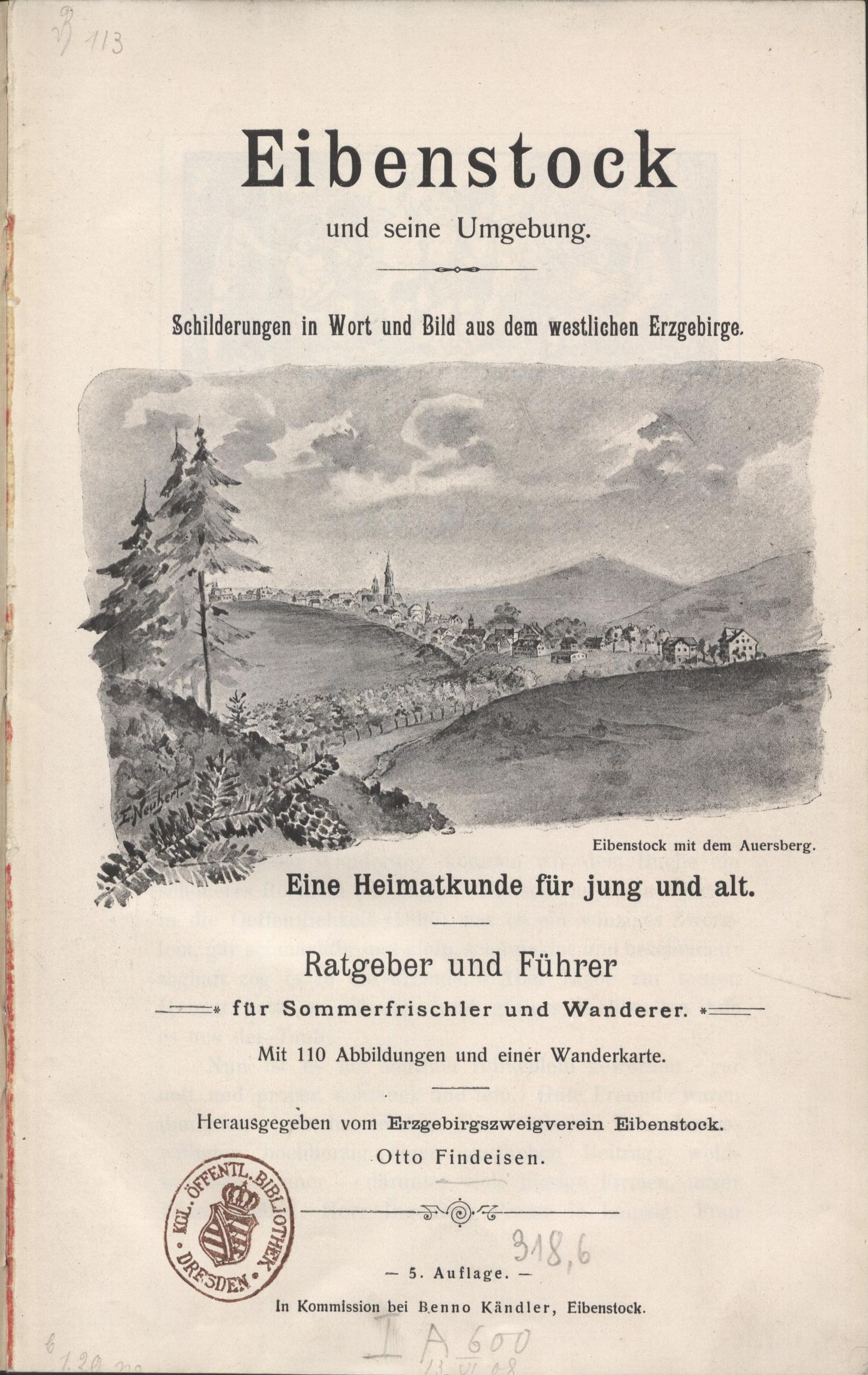
Titelblatt des Buchs von Otto Findeisen Eibenstock und seine Umgebung

Otto Findeisen (* 4. Dezember 1860 in Chemnitz; † 18. September 1937 ebenda) war ein deutscher Lehrer und Heimatforscher, der großen Anteil an der kulturellen Entwicklung Eibenstocks hatte.

## Leben und Wirken
Nach Schulbesuch und abgeschlossener Lehrerausbildung am Lehrerseminar in Zschopau war Findeisen zunächst ab 1881 als Hilfslehrer in Niederfrohna und dann ab 1884 als Lehrer in Hoheneck tätig. Zum 1. Juli 1891 wechselte er als Lehrer an die Bürgerschule von Eibenstock, wo er zum Oberlehrer befördert wurde und am 1. Januar 1926 in den Ruhestand versetzt wurde. Von 1897 bis 1931 war er Vorsitzender des Zweigvereins Eibenstock des Erzgebirgsvereins, danach Ehrenvorsitzender. Als solcher förderte er den aufkommenden Fremdenverkehr in die Region. Er betrieb mit Tatkraft den Bau des Bielhauses, das weit über Sachsens Grenzen hinaus bekannt wurde. Außerdem gründete er den Bühlbund. Noch zu Lebzeiten Findeisens wurde eine Tafel am Bielhaus zum Bielfest 1935 angebracht auf der stand: „Dem Schöpfer des Bielhauses, dem treuen Freund der Heimat“. Ein Höhepunkt dieser Vereinstätigkeit war eine Rede vor dem sächsischen König Friedrich August III., als dieser im Juli 1912 den Auersberg besuchte. Zur Eibenstocker Heimatgeschichte lieferte Findeisen wertvolle Beiträge mit umfassenden Archivrecherchen und verschiedenen publizierten Arbeiten. Eine zusammenfassende Publikation seiner Forschungsergebnisse, ein Manuskript von über 3000 Seiten Umfang, unterblieb jedoch. Sein handschriftlicher Nachlass, das sogenannte Otto-Findeisen-Archiv, wird im Stickereimuseum Eibenstock aufbewahrt.
Die Stadt Eibenstock ehrte Findeisen, indem sie eine vom Postplatz abgehende Straße Otto-Findeisen-Straße nannte.
Findeisen starb im September 1937 in seiner Vaterstadt Chemnitz und wurde im dortigen Familienbegräbnis beigesetzt.

## Schriften (Auswahl)
- Eibenstock und seine Umgebung. Schilderungen in Wort und Bild aus dem westlichen Erzgebirge; eine Heimatkunde für jung und alt; Ratgeber und Führer für Sommerfrischler und Wanderer, herausgegeben vom Erzgebirgszweigverein Eibenstock, 5. Auflage, Eibenstock 1908.(Link zum Digitalisat in der Staats- und Universitätsbibliothek Dresden) Neu aufgelegt um  Jahr 2000[4]
- Eibenstock, Schönheide, Bockau. Bilder aus der Geschichte und Industrie des westlichen Obergebirges. In: Reihe Weltplätze des Handels und der Industrie. Monos-Verlag, Berlin 1924. (Link zum Digitalisat in der Staats- und Universitätsbibliothek Dresden)
- Rund um Eibenstock. Führer für Einheimische und Fremde. Benno Kändler, Eibenstock [o. J., um 1924]
- Entstehen und Vergehen der alten Oswaldkirche zu Eibenstock. Nach den Akten des Pfarrarchivs, Selbstverlag, Eibenstock 1928